# Molino y panadería Doering

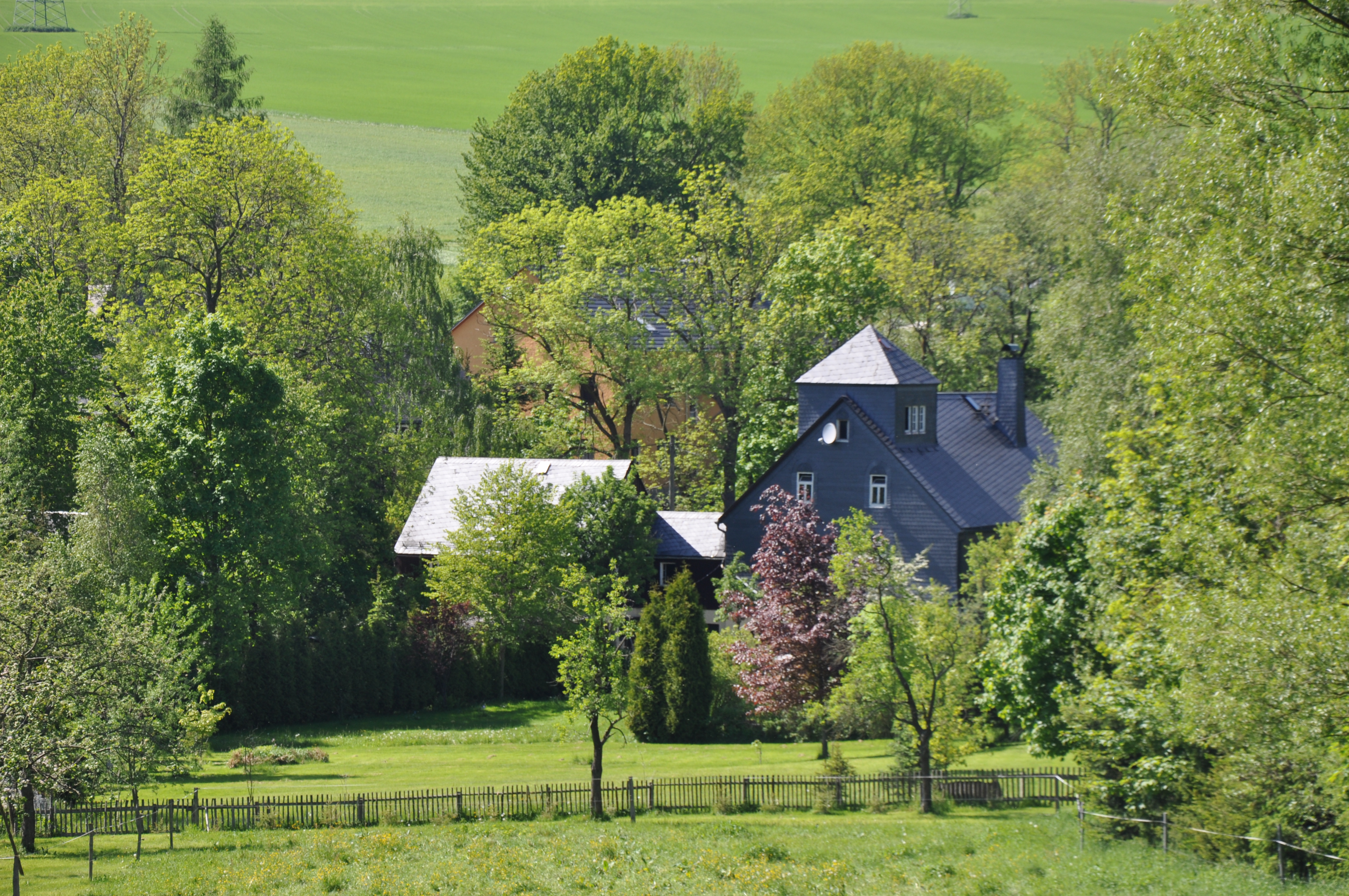
Molino y panadería Doering Schwarzbach

El molino de Doering era un molino de corte (Gerichtsmühle) clásico en el distrito Schwarzbach de Elterlein en el Erzgebirgskreis sajón. Hoy el molino es una parada del “Mill Tour on Silver Street”. 

## Historia
Originalmente, era un molino judicial, ya que su construcción era responsabilidad del juez del pueblo. A finales de la Edad Media los colonos cultivaban principalmente cereales en sus tierras, por lo que era necesario un molino, ya que el pan era el alimento más importante en aquella época.
El primer propietario fue mencionado en 1531.

### Dueño
| Año  | Dueño                                                                |
| ---- | -------------------------------------------------------------------- |
| 1531 | Se menciona a Matthes Eysenkolb como el primer propietario.          |
| 1558 | Juez hereditario Blasius Neumann                                     |
| 1567 | Juez hereditario Wolff Anger                                         |
| 1569 | Juez hereditario Joachim Kreusel                                     |
| 1590 | El juez hereditario Hans Fuchs                                       |
| 1595 | Juez hereditario Hieronymus Schmidt, Wolff Kreusel                   |
| 1617 | El juez hereditario Andreas Kreusel                                  |
| 1630 | Juez hereditario Georg Kreusel                                       |
| 1660 | Juez hereditario Joachim Kreusel                                     |
| 1695 | El juez hereditario Hans Weigel                                      |
| 1720 | Johann Weigel, Georg Harnisch                                        |
| 1746 | Juez hereditario Christian Heinrich Lorenz                           |
| 1751 | Maestro Gottfried Emmrich                                            |
| 1760 | Johann Georg Müller                                                  |
| 1774 | Christian Gottlob Fischer                                            |
| 1804 | Adolf F. Gehlert (propiedad familiar hasta 1891)                     |
| 1834 | Carl Gottlob Gehlert; Instalación de una panadería de pan y blancos. |
| 1868 | Se incendia el llamado molino Gehlert.                               |
| 1891 | Christian Gottlieb Demmler, Helene Liddy Mey                         |
| 1893 | Christian Carl Nendel                                                |
| 1894 | Christian Gottlieb Demmler                                           |
| 1897 | Juan Hahn                                                            |
| 1918 | Emilie Thekla usó Örtel, b. provenir                                 |
| 1932 | Obermüller Oskar Eduard Döring                                       |
| 1968 | Maestro panadero y molinero Horst Doering                            |

La fábrica se cerró en 1990, sólo continúa el negocio de panadería. En 1993 el molino fue puesto bajo protección de monumento y su renovación comenzó en 1998. Posteriormente se utilizará como objeto de visualización.

## Equipo
El accionamiento se realiza con una rueda hidráulica con una potencia máxima de 7 kilovatios. El agua del Schwarzbach se drena a través del Mühlgraben . Un motor eléctrico está disponible si es necesario. Hay alrededor de 200 presas. Subo por el Schwarzbach. Todo el complejo se ha conservado íntegramente. Se pueden ver molinos de rodillos, molinos de granalla, cribas planas, reductores, etc.